# Фалезский договор
Фалезский договор — мирный договор между Шотландией и Англией. Заключён 1 декабря 1174 года.
Попытка Вильгельма I Льва отвоевать Нортумберленд в 1173—1174 годах завершилась катастрофой: шотландцы потерпели поражение в битве при Алнике, а сам король Шотландии попал в плен и по Фалезскому договору был вынужден не только отказаться от североанглийских графств, но и признать сюзеренитет английского короля над Шотландией, в основных шотландских крепостях были размещены английские гарнизоны.
После освобождения Вильгельма I война продолжилась, однако закрепить Нортумберленд и Камберленд за Шотландией так и не удалось.